# Bakerman
Bakerman er en dansk spillefilm fra 2017 instrueret af David Noel Bourke.

## Handling
Træng aldrig en bager op i en krog. Jens har fundet sig i alt for meget alt for længe. Som et sky, natteaktivt dyr holder han sig for sig selv, Men verden vil ikke lade ham være. Den ny bagermester slækker på kvaliteten, og da en gruppe rødder en dag har smadret ruden i Jens' bil tager han resolut en skiftenøgle og slår den ene ned. Der er kommet nye boller på fadet. Beruset af sin egen nye uartikulerede handlekraft bevæger Jens sig ud af sin skal, men destruktionens drivkraft leder mod et frit fald.